# Волосово (городской округ Клин)
Во́лосово — деревня в Клинском районе Московской области России.
Относится к сельскому поселению Петровское, до муниципальной реформы 2006 года относилась к Нудольскому сельскому округу. Население — 4 чел. (2010).

## Население
| 1852 | 1859 | 1890 | 1926 | 2002 | 2006 | 2010 |
| ---- | ---- | ---- | ---- | ---- | ---- | ---- |
| 173  | ↘46  | ↗260 | ↘220 | ↘4   | ↘1   | ↗4   |

## География
Расположена в юго-западной части района, примерно в 29 км к юго-западу от города Клина, в 2,5 км от автодороги, соединяющей Р107 (Клин — Лотошино) и Московское большое кольцо А108, на правом берегу небольшой речки Землеройки бассейна Иваньковского водохранилища. Ближайшие населённые пункты — деревни Горицы и Кондратово.

## Исторические сведения
В писцовой книге 1567 года упоминается как деревня Волославль. На карте Московской губернии Ф. Ф. Шуберта 1860 года — Валосова.
В «Списке населённых мест» 1862 года Волосово — владельческая деревня 1-го стана Клинского уезда Московской губернии по левую сторону Волоколамского тракта, в 40 верстах от уездного города, при колодце, с 6 дворами и 46 жителями (22 мужчины, 24 женщины).
По данным на 1890 год входила в состав Спас-Нудольской волости Клинского уезда, число душ составляло 260 человек.
В 1913 году — 47 дворов.
По материалам Всесоюзной переписи населения 1926 года — центр Волосовского сельсовета Спас-Нудольской волости, проживало 220 жителей (103 мужчины, 117 женщин), насчитывалось 44 хозяйства.
С 1929 года — населённый пункт в составе Клинского района Московской области.